# Episodi di Detective Conan (venticinquesima stagione)
Questa è una lista degli episodi della venticinquesima stagione della serie anime Detective Conan.

## Lista episodi
| Nº  | Titolo italiano Giapponese 「Kanji」 - Rōmaji | In onda           | In onda |
| Nº  | Titolo italiano Giapponese 「Kanji」 - Rōmaji | Giapponese        |         |
| 779 | Il prologo scarlatto 「緋色の序章」 - Hīro no joshō | 30 maggio 2015    |         |
| 779 | Jodie chiama Natsuko Shibuya, una sua amica che fa la maestra elementare, per ricordarle l'appuntamento che avevano fissato per la serata. Shibuya è indaffarata, perciò l'incontro viene rimandato. Nel frattempo, Bourbon e Vermouth sono in macchina ad attendere proprio la maestra. Amuro afferma che Natsuko è una sua cliente e sarà proprio lei a fornire "il tassello mancante". Proprio in quel momento una persona spinge Shibuya dalle scale del parco, ferendola gravemente. Il giorno seguente, Conan, all'uscita da scuola, sale in macchina con Jodie e le chiede di riferire ai suoi colleghi dell'FBI di non far trapelare nulla di ciò che è accaduto a Kusuda. Conan inoltre sta per rivelare a Jodie qualcosa su Amuro, ma in quell'istante il cellulare della donna squilla. Takagi, che si trova sulla scena del crimine, racconta a Jodie dell'incidente avvenuto a Natsuko. La polizia sta contattando tutte le persone che avevano chiamato Shibuya nei giorni precedenti. Camel è stato convocato perché Jodie aveva utilizzato il suo cellulare la sera prima per chiamare l'insegnante. Nella scuola di Natsuko, vengono riuniti tutti i sospettati del tentato assassinio, tra i quali figura anche Bourbon, visto che anche il suo numero di cellulare è presente nella cronologia delle chiamate del cellulare della vittima. Bourbon dimostra subito di provare un profondo astio nei confronti dei due agenti dell'FBI. |                   |         |
| 780 | L'inseguimento scarlatto 「緋色の追及」 - Hīro no tsuikyū | 6 giugno 2015     |         |
| 780 | Bourbon dice a Jodie e Camel "andatevene dal mio Giappone". Conan prende da parte Amuro per chiedergli se lui è un "nemico delle persone cattive", ma Amuro lo smentisce dicendogli che ha frainteso qualcosa sul suo conto. Conan riflette sugli avvenimenti del Bell Tree Express ed in particolare sul fatto che Bourbon non abbia tentato attivamente di uccidere Ai, sul modo in cui ha reagito alla parola "zero". Conan inizia a pensare che Amuro possa far parte della cosiddetta "polizia segreta" soprannominata "Zero", perché è "l'organizzazione che non esiste" e il cui scopo è quello di preservare la sicurezza del Giappone. Conan è molto spaventato, perché se Amuro facesse veramente parte dell'organizzazione allora tutto il piano architettato con Akai verrebbe scoperto, ma si rende conto che a Bourbon manca ancora un'informazione. Jodie rivela a Conan che Shibuya non ricordava di averle inviato l'SMS contenente l'invito ad uscire insieme; inoltre il cellulare dell'agente era scarico e, per chiamare Natsuko, lei ha utilizzato quello di Camel e ciò lo spaventa molto. Risolto il caso, irrompe una insegnante della scuola che riferisce di aver ricevuto una chiamata dall'ospedale nella quale veniva comunicato che Natsuko è in condizioni critiche. Conan, Camel e Jodie si precipitano all'ospedale, ma arriva anche Amuro e, prima che Camel attraversi l'ingresso, lo provoca dicendogli che "è uno che si lascia sfuggire le informazioni". Nel frattempo, Conan e Jodie constatano di essere stati raggirati perché Shibuya sta bene. Amuro chiede a Camel se conosce Rikumuchi, ma lui risponde di no. Amuro lo incalza, ma in quel momento arriva Jodie, che lo tira indietro affinché non riveli nulla. Jodie chiede conferma a Camel del suo silenzio, Camel risponde di non avere detto nulla del suicidio di Kusuda. Con un sorriso beffardo, Jodie ringrazia Camel e se ne va, ma poco dopo si scopre che era Vermouth travestita. |                   |         |
| 781 | L'incrocio scarlatto 「緋色の交錯」 - Hīro no kōsaku | 13 giugno 2015    |         |
| 781 | Resisi conto di essere stati raggirati da Bourbon e Vermouth, Jodie e Camel si chiedono quale vantaggio possa avere Amuro dal sapere che Kusuda si è sparato nella sua auto. Conan invece è molto spaventato. Bourbon, discutendo in macchina con Vermouth, è fermamente convinto che Akai abbia finto la sua morte e che abbia finto di farsi sparare in testa in modo da far rinvenire il corpo di Rikumichi, anche lui sparatosi in testa e carbonizzato, spacciandolo per proprio. Vermouth ribadisce di essere convinta della morte di Akai in quanto la stessa scientifica aveva confrontato le impronte sul cellulare di Conan con quelle della vittima che, fortunatamente, aveva tenuto le mani in tasca, come era solito fare l'uomo. Amuro continua a pensare che anche questa sia stata una messinscena e che avrebbero appositamente lasciato le mani di Kusuda nelle tasche per poter permettere un confronto delle impronte digitali una volta rinvenuto il corpo carbonizzato. Vermouth rivela a Toru le ultime parole di Akai prima che Rena gli sparasse in testa, ovvero "Non pensavo saresti arrivato a tanto". Vermouth crede che le parole erano riferite alla freddezza di Rena, ma Toru pensa di aver capito cosa intendesse dire con quella frase, così decide di verificare questa sua deduzione presentandosi a casa di Subaru. |                   |         |
| 782 | Il ritorno scarlatto 「緋色の帰還」 - Hīro no kikan | 20 giugno 2015    |         |
| 782 | Jodie e Camel si recano al passo di Raiha. Bourbon inizia a illustrare ad Okiya la sua deduzione, spiegando che il sangue finto sulla testa di Akai potrebbe essere stato inventato da Agasa. Bourbon continua dicendo che il cellulare di Conan è stato fatto toccare ai 3 sospetti all'ospedale e che, quando Akai lo toccò con la mano destra, mise della colla sulle dita per non lasciare impronte, spiegando così la caduta della lattina di caffè. Alla stessa conclusione arrivano Jodie e Camel, deducendo che il corpo bruciato nell'auto era in realtà quello di Kusuda e che, grazie al cellulare toccato da questo, Conan ha così potuto ingannare sia l'FBI che l'organizzazione. Amuro continua nella sua deduzione spiegando altri dettagli, affermando che dietro al piano c'era in realtà Conan, grazie alla frase detta da Akai prima che Kir gli "sparasse". Nel frattempo, alcune auto stanno inseguendo la macchina dei due agenti dell'FBI. Amuro spiega a Okiya che sono suoi complici e che, se non avesse risposto correttamente alle sue domande, avrebbe ucciso i due agenti. Nel frattempo, alla TV c'è la premiazione dei Macademy Awards e Yusaku è presente perché vincitore di una delle statuette. Amuro gli intima di togliersi la mascherina e gli dice che sotto al suo collo alto è nascosto un dispositivo cambia-voce, ma resta deluso di non trovarvi niente. Intanto, al passo di Raiha, quando ormai sembra che gli uomini di Amuro stiano per catturare Jodie e Camel, compare nel sedile posteriore dell'auto dei due agenti dell'FBI proprio Akai, che intima al collega di aprire il tettuccio. Amuro riceve una telefonata dai suoi uomini, che gli dicono di aver trovato Akai. Quest'ultimo spiega a Jodie che sta andando tutto come previsto da Conan. |                   |         |
| 783 | La verità scarlatta 「緋色の真相」 - Hīro no shinsō | 27 giugno 2015    |         |
| 783 | Akai impugna una pistola e spara alla gomma di una delle auto degli inseguitori, bloccando così tutte le altre. L'uomo decide però di fermarsi per fare uno scambio: chiede quindi il telefono che ha in mano uno degli uomini, in collegamento con Amuro, e cede la pistola con cui ha appena sparato, ovvero la Glock 17 con cui si è sparato Kusuda. Amuro e Akai arrivano così al confronto. L'agente dell'FBI dice a Bourbon che sospettava della sua identità di infiltrato fin dai tempi dell'Organizzazione e che grazie a Conan che gli ha rivelato il suo soprannome "Zero", ha scoperto il suo vero nome: Rei Furuya. Bourbon aveva intenzione di catturare l'agente dell'FBI per scalare velocemente le gerarchie dell'Organizzazione, ma Akai gli raccomanda di non perdere di vista il vero obiettivo e che è uno degli uomini che non vuole avere come nemico. Inoltre, gli chiede scusa per ciò che è successo in passato a un imprecisato "lui". Conclusa la telefonata, Amuro chiede a Okiya per quale motivo abbia fatto entrare uno sconosciuto in casa sua e questi gli risponde che sembrava volesse dirgli qualcosa d'importante e che fosse un uomo delle consegne (con questa scusa s'è presentato Amuro) insolitamente loquace. Una volta andato via Bourbon, Okiya rileva possibili cimici all'interno della casa e, constatato che non ve ne sono, entra in una stanza adiacente dove Conan, parlava al posto suo attraverso un microfono piazzato nella mascherina. L'uomo si toglie la maschera e si rivela essere proprio Yusaku, mentre alla premiazione dei Macademy Awards si è recata Yukiko travestitasi a sua volta dal marito. Il giorno seguente, a casa Kudo, si riuniscono Okiya, Jodie, Camel, Conan e Yukiko. Yukiko ripristina il travestimento di Akai in Subaru. Si apprende inoltre da Akai che James era a conoscenza di tutto fin dall'inizio: lui toccò la mano di James per impedirgli di chiamare Jodie dopo che lui era stato chiamato da Kir e lui capì immediatamente le intenzioni dell'agente dell'FBI. Akai spiega a Jodie che non avrebbe potuto dirlo anche a lei e Camel, perché infatti sono stati messi alla prova da Bourbon, travestitosi dall'agente per vedere se era stato veramente ucciso. Bourbon prova molto rancore nei confronti di Akai per qualcosa successa in passato. Akai, nelle vesti di Okiya, mostra un messaggio a Jodie e Camel inviatogli da Rena, il messaggio comprende solo tre lettere: RUM; Akai è convinto di aver già sentito quel nome in codice associato ad una delle personalità di spicco dell'organizzazione, addirittura più importante di Gin. Conan ascolta tutto da una microspia posizionata nella stanza e comprende che un pezzo grosso dell'organizzazione si è iniziato a muovere sulle loro tracce. Nel frattempo Amuro e Vermouth sono in auto e lei gli rivela che Gin ha intenzione di fare qualcosa per tutti questi infiltrati che nel tempo si sono intromessi nell'organizzazione. Fra questi c'era anche un certo Scotch, che in passato è stato ucciso prima che gli uomini in nero scoprissero la sua vera identità. |                   |         |
| 784 | Benvenuti nel club di Orihime 「織り姫クラブへようこそ」 - Orihime kurabu e yōkoso | 11 luglio 2015    |         |
| 784 | Sonoko, Ran e Conan investigano su alcuni strani fatti accaduti in una scuola superiore, dove ogni volta qualcuno lascia un messaggio in codice su cui sono segnate le iniziali della vittima. Questi in verità paragona le sue vittime ai personaggi di Romeo e Giulietta. Conan usa la voce di Sonoko e riesce ad evitare che si compia un vero omicidio. |                   |         |
| 785 | La sfida d'amore del Taiko Meijin (prima parte) 「太閤恋する名人戦（前編）」 - Taikō koisuru meijin-sen (zenpen) | 18 luglio 2015    |         |
| 785 | Shukichi deve gareggiare in una gara di shōgi per vincere il titolo di Meijin. Poco prima l'inizio della gara, a Haneda arriva un messaggio nel quale si afferma che Yumi, la sua ex, è stata rapita. Intanto Sera si è trasferita in un altro hotel (Hotel Hide Pride). |                   |         |
| 786 | La sfida d'amore del Taiko Meijin (seconda parte) 「太閤恋する名人戦（後編）」 - Taikō koisuru meijin-sen (kōhen) | 25 luglio 2015    |         |
| 786 | Masumi si accorge che la bambina che tiene in stanza prima di addormentarsi stava guardando la partita di Shukichi. Conan, Agasa e i Giovani Detective aiutano Shukichi a salvare Yumi che, per coincidenza, è stata imprigionata nello stesso hotel dove risiede Masumi. Lei chiede alla bambina nella sua stanza perché ci siano delle macchine della polizia sotto l'hotel ma lei, dopo aver visto in TV la vittoria di Skukichi di tutti e sette i titoli Shogi, si limita a sorridere e a dire che non lo sa. Anche Akai sta guardando la notizia su Haneda e sorride. |                   |         |
| 787 | Il mistero che affonda nella piscina di mezz'estate (prima parte) 「真夏のプールに沈む謎（前編）」 - Manatsu no pūru ni shizumu nazo (zenpen) | 1º agosto 2015    |         |
| 787 | Masumi invita Conan nel suo hotel perché insieme alla bambina misteriosa vuole parlargli di un fatto importante. Ran e Sonoko decidono di accompagnare Conan e così il piano di Sera di conversare in privato va in fumo. Le ragazze si recano alla piscina dell'hotel, ma non possono entrare in acqua perché una ricca ereditiera ha perso una collana preziosa e sta scandagliando il fondo per cercarla, impedendo a tutti gli ospiti di utilizzare la struttura. Dopo qualche ora, questa viene trovata morta sul fondo della vasca. |                   |         |
| 788 | Il mistero che affonda nella piscina di mezz'estate (seconda parte) 「真夏のプールに沈む謎（後編）」 - Manatsu no pūru ni shizumu nazo (kōhen) | 8 agosto 2015     |         |
| 788 | Sera e Conan riescono a trovare il colpevole. Masumi dice una frase e Ran le chiede se si sono già incontrate poiché le ricorda una bambina che aveva conosciuto da piccola, ma quando lei sta per rispondere Sonoko la interrompe. Alla fine, Ran vede Masumi e la bambina misteriosa parlare insieme. |                   |         |
| 789 | Le previsioni del tempo della regina 「女王様の天気予報」 - Joō-sama no tenkeyohō | 15 agosto 2015    |         |
| 789 | Kogoro viene invitato ad una trasmissione televisiva. Terminate le riprese, la conduttrice del programma cade dal palco che si trova al secondo piano e muore. Inizialmente i sospetti ricadono sulla persona che ha allestito la scenografia, ma Conan ha dei sospetti su un altro elemento delle troupe e lo incastra con la voce di Kogoro. |                   |         |
| 790 | Il servizio del sanguinamento di Bekapon 「米花ポン出血大サービス」 - Bekapon shukettsu dai sābisu | 5 settembre 2015  |         |
| 790 | Un uomo che interpreta la mascotte di un centro commerciale viene minacciato di morte e si rivolge a Kogoro per capire chi possa essere il possibile assalitore. Kogoro e Conan suggeriscono di non dar peso alle minacce in quanto un vero aggressore non lo avrebbe messo in guardia. Dopo qualche giorno, l'uomo si sente male e viene rimpiazzato da un collega. Il sostituto viene accoltellato. Conan risolve il caso con la voce di Kogoro. |                   |         |
| 791 | Detective Takagi in fuga con le manette 「高木刑事、手錠で逃走」 - Takagi-keiji, tejō de tōsō | 12 settembre 2015 |         |
| 791 | Takagi sta scortando un detenuto alla centrale di polizia, ma quest'ultimo inizia a muoversi per far uscire l'auto fuori strada. All'ultimo momento, Takagi riesce ad ammanettarsi al fuggitivo e i due vivono avventure simili al film preferito del detective: La parete di fango. |                   |         |
| 792 | I primi tre scopritori (prima parte) 「三人の第一発見者（前編）」 - Sannin no daiichi hakkensha (zenpen) | 19 settembre 2015 |         |
| 792 | Conan chiede informazioni ad Ai riguardo a Rum, braccio destro del Boss. Ai risponde che è il numero due dell'organizzazione e che c'erano diverse voci riguardo al suo aspetto: alcuni dicevano che era un uomo forte, altri che era molto femminile, altri ancora che era molto anziano mentre alcune voci sostenevano che queste tre erano solo le descrizioni dei suoi travestimenti. I Giovani Detective incontrano un ragazzino impaurito che teme che la donna che si occupa di lui sia stata uccisa. Conan rinviene il corpo della vittima, impiccata nella sua abitazione. I sospetti ricadono sulle ultime tre persone che sono entrate nell'appartamento e che, per coincidenza, hanno le stesse caratteristiche degli ipotetici travestimenti di Rum. |                   |         |
| 793 | I primi tre scopritori (seconda parte) 「三人の第一発見者（後編）」 - Sannin no daiichi hakkensha (kōhen) | 26 settembre 2015 |         |
| 793 | Conan scopre che la donna si è suicidata perché faceva parte di una banda di rapinatori e si era pentita delle sue malefatte. Inoltre aveva convocato i suoi tre ex complici per fare in modo che prendessero alcuni oggetti all'interno della sua abitazione e aiutare la polizia a ricostruire la vicenda. A fine caso, Ai ricorda un particolare di Rum: egli perse un occhio in un incidente e ora ne indossa uno artificiale. |                   |         |
| 794 | Kogoro Mori bodyguard 「ボディーガード毛利小五郎」 - Bodīgādo Mōri Kogorō | 3 ottobre 2015    |         |
| 794 | Kogoro viene contattato per proteggere un'attrice e viene addestrato da una società di sicurezza. Durante le riprese, scende una fitta nebbia e la donna rischia di essere aggredita, ma Kogoro riesce a stendere l'aggressore. |                   |         |
| 795 | Il segreto della signorina scomparsa 「若奥様が消えた秘密」 - Wakaokusama ga kieta himitsu | 10 ottobre 2015   |         |
| 795 | Ayumi nota un suo conoscente trasferire il corpo della moglie in auto ed allontanarsi. Ayumi pensa che si tratti di omicidio ed allerta Mitsuhiko e Genta. I tre trovano alcune prove che alimentano la teoria dell'omicidio. Ai ragazzi si uniscono anche Ai e Conan e, dopo aver trovato altri elementi sospetti, i cinque decidono di entrare nell'abitazione della presunta vittima. |                   |         |
| 796 | La strategia della coppia inseparabile 「おしどり夫婦の策略」 - Oshidorifūfu no sakuryaku | 17 ottobre 2015   |         |
| 796 | Un uomo cade dal quinto piano del palazzo dove lavora e muore. Dato il bel rapporto che lo legava alla prima indiziata, sua moglie, l'ipotesi più accreditata è quella del suicidio. Kogoro scopre che l'alibi della donna però è falso e Conan inizia ad indagare sulla reale situazione della coppia. La colpevole è proprio sua moglie e Conan risolve il caso con la voce di Kogoro. |                   |         |
| 797 | La confusa deduzione della signorina sognatrice 「夢見る乙女の迷推理」 - Yumemiru otome no meisuiri | 24 ottobre 2015   |         |
| 797 | Una ragazza piuttosto bizzarra chiede a Kogoro di indagare sulla scomparsa di un giovane. Kogoro rifiuta, ma Conan decide di assisterla. |                   |         |
| 798 | Il bersaglio in movimento 「動く標的」 - Ugoku hyōteki | 7 novembre 2015   |         |
| 798 | Un uomo ubriaco cade dal tetto di un palazzo e solo l'intervento di Conan evita che uno sfortunato passante venga coinvolto nella caduta. La tesi del tentato suicidio però non convince i Giovani Detective. |                   |         |
| 799 | Gara di deduzioni dei Detective Boys nella stanza chiusa a chiave 「探偵団の密室推理合戦」 - Tantei-dan no misshitsu suiri gassen | 14 novembre 2015  |         |
| 799 | Un famoso ladro viene ritrovato senza vita sul fondo di una piscina vuota. Essendo il luogo chiuso da 3 giorni, i Giovani Detective cercano di capire la modalità utilizzata dal colpevole per fuggire e la dinamica dei fatti. Conan risolve il caso con la voce di Agasa. |                   |         |
| 800 | Inseguire 100 milioni di yen 「1億円を追いかけろ」 - Ichiokuen o oikakero | 21 novembre 2015  |         |
| 800 | Una bambina di buona famiglia viene rapita e per il riscatto viene richiesto che a portare i cento milioni di yen richiesti sia la loro domestica. Megure e Kogoro coordinano le operazioni, mentre Conan si chiede come il rapitore abbia intenzione di liberarsi delle banconote tracciate. Quando il riscatto viene pagato e la bambina viene restituita sana e salva ai genitori, Conan si reca da solo ad affrontare il colpevole. |                   |         |
| 801 | Il tour del mistero tra le dune di sabbia di Tottori (parte di Kurayoshi) 「鳥取砂丘ミステリーツアー（倉吉編）」 - Tottori sakyū misuterī tsuā (Kurayoshi-hen) | 28 novembre 2015  |         |
| 801 | Kogoro, Ran e Conan si recano nella prefettura di Tottori per visitare le omonime dune. Qui i tre incontrano degli agenti che sono stati chiamati ad indagare su un caso di rapina. Nell'abitazione viene rinvenuta una donna legata e un prezioso incensiere è stato rubato. I primi sospetti ricadono sull'ex domestica della villa, ma questa ha un alibi per l'ora del furto. La refurtiva viene però riconsegnata al legittimo proprietario, creando dei dubbi sul reale scopo del ladro. Kogoro si offre di aiutare la famiglia a risolvere il mistero. |                   |         |
| 802 | Il tour del mistero tra le dune di sabbia di Tottori (parte di Tottori) 「鳥取砂丘ミステリーツアー（鳥取編）」 - Tottori sakyū misuterī tsuā (Tottori-hen) | 5 dicembre 2015   |         |
| 802 | Kogoro e Conan riescono a capire che la rapina è in realtà parte di un piano e ne smascherano le colpevoli. Conan deduce che la vicenda non è conclusa perché una delle due donne sta per commettere un altro crimine. |                   |         |
| 803 | La trappola della pattuglia del fuoco 「火の用心の落とし穴」 - Hi no yōjin no otoshiana | 12 dicembre 2015  |         |
| 803 | Un incendio divampa in un parco devastando dei giochi per bambini ed è solamente l'ultimo di una serie iniziata l'anno precedente. Un uomo fugge dal luogo proprio mentre accorrono i Giovani Detective che iniziano ad indagare sul caso seguendo i movimenti del sospetto piromane. |                   |         |
| 804 | Conan ed Ebizo - Il mistero del Kabuki Jūhachiban (prima parte) [Speciale di 1 ora] 「コナンと海老蔵 歌舞伎十八番ミステリー（前編）」 - Konan to Ebizō - Kabuki Jūhachiban misuterī (zenpen) | 9 gennaio 2016    |         |
| 804 | Durante una partita di calcio con Genta e Mitsuhiko, Conan salva con il pallone gonfiabile il presidente di una compagnia commerciale alla guida di un'auto con i freni manomessi. Avvertiti da Sonoko, che passava in macchina per caso, sopraggiungono anche Kogoro e Ran. Siccome suo padre è un grande fan del kabuki, Sonoko ha incontrato un sacco di volte l'uomo dopo gli spettacoli. Questi accompagna Kogoro, Ran, Sonoko e Conan a conoscere la compagnia teatrale di Ichikawa Ebizō XI, undicesimo discendente di un'antica famiglia dei più popolari attori del teatro Kabuki. Ran e Sonoko sono sue grandi ammiratrici, invece Kogoro non sa neanche chi sia. Essendo un grande fan del mistero, Ebizō ha sempre ammirato le abilità di Kogoro e conosce anche Conan, che segue sin dal caso della camminata a mezz'aria in cui sconfisse Kid. Ebizō vuole usare una nuova maschera del presidente suo amico che risale al periodo Kamakura, le cui espressioni cambiano in base al punto di vista dello spettatore, nel nuovo spettacolo di febbraio "Le sette maschere", un dramma moderno della raccolta Kabuki jūhachiban, rappresentato dal suo antenato Ichikawa Ebizō II durante il periodo Edo e da lui sette anni prima. Ma la maschera a due volti, affidata al presidente degli attori, viene rubata dal suo armadietto, e Tome non trova impronte digitali poiché il colpevole indossava dei guanti in vinile. Inoltre, il segretario del presidente e fidanzato con la responsabile della contabilità viene trovato morto strangolato in macchina la mattina dopo, con accanto una valigetta ormai vuota che conteneva la maschera. Mentre conduce le indagini in compagnia di Ebizō, come al solito Conan fa credere che il merito sia di Kogoro, sebbene le sue ottime capacità deduttive siano riconosciute. Nel frattempo, Kogoro viene assunto dal presidente come guardia del corpo e perde la testa per la bella segretaria. Dopo essere stato notato dal tecnico della telecamera teatrale ad indagare sul commediografo ricoverato in ospedale, Conan viene aggredito e rapito in un vicolo nel terzo distretto a Ginza, vicino al teatro. |                   |         |
| 805 | Conan ed Ebizo - Il mistero del Kabuki Jūhachiban (seconda parte) [Speciale di 1 ora] 「コナンと海老蔵 歌舞伎十八番ミステリー（後編）」 - Konan to Ebizō - Kabuki Jūhachiban misuterī (kōhen) | 16 gennaio 2016   |         |
| 805 | Conan si ritrova nello scantinato di un edificio in demolizione. Riesce a farsi strada tra le macerie, ma la porta è bloccata e nessuno può sentire le sue grida. La sera, non ricevendo risposte sul cellulare, Ran, Sonoko, Ai e i Giovani Detective vanno a cercarlo. Ran pensa di chiamare Shinichi, ma grazie al computer portatile di Ai, il gruppo rintraccia il GPS perso da Conan. Anche Ebizō si unisce alle ricerche. Conan avverte Ai e i Giovani Detective con il distintivo ed Ebizō riesce a salvarlo, ma sotto le macerie viene trovato il corpo del cameraman, il sospettato principale del furto. Nella custodia della telecamera accanto al corpo viene ritrovata anche la maschera rubata, ma essendo rotta Ebizō capisce che è falsa, anche se non lo dice alla polizia. Kogoro dichiara di sapere chi è il colpevole e si prepara ad incolpare Ebizō, obbligando Conan a raccogliere le prove entro il giorno dopo. Grazie al prezioso aiuto di Ai, che aveva messo una cimice sulla giacca di Ebizō, Conan trova la soluzione. Essendo stati visti di notte da due poliziotti, chiede a Shiratori di venirlo a prendere senza dirlo a nessuno. Il pomeriggio seguente, Conan ferma Kogoro e svela la soluzione sul palcoscenico principale del teatro. Ebizō recita nella performance d'apertura per lo show di deduzioni. Takagi, Shiratori, Chiba e Megure impersonano le quattro maschere de "I sette uomini di Kogoro Mori", che illustrano le indagini svolte. Ai dà istruzioni all'addetto alle luci e, da grande fan di Ebizō, si sente particolarmente coinvolta. Ran, Sonoko e i Giovani Detective sono il pubblico che assiste allo spettacolo. Il colpevole è il presidente della compagnia commerciale, che ha simulato il sabotaggio della sua macchina. Siccome la sua impresa sta per fallire, ha venduto la vera maschera a un compratore straniero per una grossa somma di denaro e ne ha fatto realizzare una copia alla segretaria. Inoltre, ha ucciso il suo segretario per incassare la sua assicurazione sulla vita appena stipulata e anche il cameraman che lo aveva scoperto e lo ricattava. Infine, poiché il cameraman aveva intontito Conan solo per impedirgli di scoprire il ricatto, ha tentato di uccidere un possibile testimone. A fine caso, colpito dalle sue grandi capacità deduttive, Ebizō vuole mettere "Kogoro il Dormiente" nel suo prossimo spettacolo e Conan si chiede allora chi avrà la sua parte. Al suo risveglio, Kogoro lo crede ancora il colpevole. |                   |         |
| 806 | L'illusione del ventriloquo (prima parte) 「腹話術師の錯覚（前編）」 - Fukuwajutsushi no sakkaku (zenpen) | 30 gennaio 2016   |         |
| 806 | Un famoso ventriloquo, temendo di essere posseduto dal suo stesso pupazzo che vuole fargli uccidere sua moglie, chiede aiuto a Kogoro. In seguito, la moglie viene trovata uccisa sul divano di casa. La polizia sospetta del suo giovane apprendista, ma Conan non ne è convinto e indaga per conto suo. |                   |         |
| 807 | L'illusione del ventriloquo (seconda parte) 「腹話術師の錯覚（後編）」 - Fukuwajutsushi no sakkaku (kōhen) | 6 febbraio 2016   |         |
| 807 | Conan prosegue con le sue indagini e scopre così che il vero colpevole è proprio il marito della vittima, mentre il giovane apprendista è stato incastrato. Conan usa quindi Kogoro per smascherarlo sul palcoscenico durante le prove del suo prossimo spettacolo. |                   |         |
| 808 | La locanda del kamaitachi (prima parte) 「かまいたちの宿（前編）」 - Kamaitachi no yado (zenpen) | 13 febbraio 2016  |         |
| 808 | Heiji invita Conan, Ran e Kogoro in una locanda nei pressi della prefettura di Nagano per indagare sull'apparizione fotografata di un kamaitachi. Mentre il gruppo visita il magazzino insieme alla proprietaria inizia a nevicare, le luci si spengono e Kogoro, Heiji e una giornalista vengono feriti non gravemente da un oggetto tagliente. A Conan viene in mente che Yamato corrisponderebbe all'ipotetica descrizione di Rum in quanto possiede una cicatrice su un occhio e per di più è un uomo muscoloso, dai capelli lunghi legati da una coda e che potrebbe ricordare l'immagine di un uomo anziano dato il bastone dal quale è sempre accompagnato. Sul luogo dell'aggressione accorre Yamamura, invece di Yamato, in quanto la locanda si trova nella sua giurisdizione. |                   |         |
| 809 | La locanda del kamaitachi (seconda parte) 「かまいたちの宿（後編）」 - Kamaitachi no yado (kōhen) | 20 febbraio 2016  |         |
| 809 | Nella dépendance viene rinvenuto il corpo del proprietario, colpito da una falce. Sul suolo innevato mancano le impronte del colpevole e l'unica altra via di accesso è attraverso la piscina termale esterna. Ran, Kazuha e Yamamura iniziano a credere nell'esistenza del kamaitachi. Conan ed Heiji indagano e scoprono che la colpevole ha attraversato la piscina termale dopo aver trasformato l'acqua in un fluido non newtoniano aggiungendo del kudzu. |                   |         |
| 810 | Le tenebre oscure della prefettura di polizia (prima parte) 「県警の黒い闇（前編）」 - Kenkei no kuroi yami (zenpen) | 27 febbraio 2016  |         |
| 810 | Conan, Ran e Kogoro prolungano la visita nella prefettura di Nagano per visitare i luoghi delle battaglie di Kawanakajima e incontrano casualmente Yamato, Morofushi e Uehara. Ripensando alle parole di Ai, Conan inizia a sospettare che Yamato possa essere in realtà Rum. Arrivano sul posto anche 3 uomini della squadra di Takeda, un altro ispettore della zona, che stanno cercando il loro capo per indagare su un caso di rapina. Yamato non sembra essere in buoni rapporti con Takeda e lo ricorda ai tre. Poco dopo, sul fiume Shinano, viene ritrovata la testa e un corpo bruciato che appartengono a Takeda. Accorre sul luogo anche Hyoe Kuroda, capo della polizia di Nagano, altra persona che assomiglia molto alla descrizione di Rum. Kuroda impartisce vari ordini ai sottoposti, mentre Uehara racconta a Conan come questi abbia avuto un grave incidente in passato, dove ha perso l'occhio destro e cambiato alcuni lineamenti. Poco dopo, mentre indaga sul caso per conto suo, l'assistente ispettore Kano viene strangolato e impiccato a casa sua. A trovarsi sul luogo del delitto per primo è proprio Yamato. |                   |         |
| 811 | Le tenebre oscure della prefettura di polizia (seconda parte) 「県警の黒い闇（中編）」 - Kenkei no kuroi yami (chūhen) | 5 marzo 2016      |         |
| 811 | Kuroda ordina a Morofushi di non perdere di vista Yamato ma, dopo un litigio tra i due, questi decide di indagare da solo. Nel frattempo, il sergente Akiyama riceve una mail e con una scusa si dirige a un appuntamento su un monte. L'ispettore Saegusa scopre ciò e insieme a Kuroda, Morofushi, Uehara e Conan, che si è introdotto nella macchina di Komei, si dirigono sul luogo dove vedono Akiyama legato a una macchina che cade in un precipizio, decapitando lo sfortunato sergente. Sul cellulare di Akiyama viene ritrovata la mail dell'appuntamento, che è firmata da Yamato. Kuroda decide dunque di emanare un mandato di cattura per Yamato, ma Conan fa notare come ritenga poco probabile che sia il colpevole. Ascoltando le sue teorie, Kuroda dice a Conan che lui è la mente che si cela dietro "Kogoro il Dormiente". Tornando alla stazione di polizia Conan, Morofushi e Uehara ripensano alle varie vicende del caso e Conan sembra aver capito chi sia il vero responsabile dei delitti. |                   |         |
| 812 | Le tenebre oscure della prefettura di polizia (terza parte) 「県警の黒い闇（後編）」 - Kenkei no kuroi yami (kōhen) | 12 marzo 2016     |         |
| 812 | Mentre prendono il treno per tornare a casa, Conan spiega a Kogoro e a Ran come si sono svolti i fatti e chi è il vero colpevole. In realtà l'autore dei delitti è Akiyama, che ha finto la sua morte e vuole uccidere anche Seagusa e Yamato. La squadra di Takeda era infatti coinvolta in un contrabbando di armi e una di queste era finita in mano a uno squilibrato, amico d'infanzia di Yamato, che aveva provato a fare una strage di innocenti nove anni prima. Durante la sparatoria, Takeda uccise la sorella minore di Akiyama, che intende dunque vendicarsi per i fatti di allora. Yamato riesce abilmente a difendersi dai colpi di Akiyama con uno scudo antiproiettile e questo viene catturato dalla polizia. Yamato, Morofushi e Kuroda erano infatti a conoscenza degli avvenimenti e avevano intuito le intenzioni di Akiyama, fingendo il litigio per incastrarlo. |                   |         |
| 813 | Le ombre striscianti su Amuro 「安室に忍びよる影」 - Amuro ni shinobi yoru kage | 16 aprile 2016    |         |
| 813 | Un cliente del Caffè Poirot inizia a seguire insistentemente Amuro. Conan se ne accorge e, assieme ai Giovani Detective, decide d'indagare, mentre Ai preferisce defilarsi. All'inizio pensa che si possa trattare di un membro dell'organizzazione, ma Amuro nega quest'ipotesi. Dopo un pedinamento con inseguimento, scopre che l'uomo è solo un panettiere di Beika che, non essendo riuscito a trovare il modo di riprodurre fedelmente i panini al prosciutto che Amuro prepara per i suoi clienti, vuole scoprire il suo segreto. Appreso il motivo, con grande sorpresa di Conan, dei Giovani Detective e di Azusa, Amuro insegna felicemente all'uomo il suo metodo unico di fare panini, oltre a dare il consenso per la vendita ai clienti della panetteria. In quel momento, Amuro riceve una telefonata sul cellulare da Vermouth, che lo mette in guardia dal non prendere la sua attuale indagine segreta troppo in profondità, per timore che susciti l'eccessiva attenzione di Gin. |                   |         |
| 814 | Il caso dell'attrice di blog nella stanza chiusa a chiave (prima parte) 「ブログ女優の密室事件（前編）」 - Burogu joyū no misshitsu jiken (zenpen) | 23 aprile 2016    |         |
| 814 | Agasa vince alla lotteria l'invito a un buffet di dolci in un hotel e vi si reca insieme a Conan, Ai e i Giovani Detective. Ai chiede a Conan come mai le avesse chiesto se conoscesse Kuroda dopo averle fatto vedere una sua foto e Conan le confida che ha reputato strano il suo comportamento. Qui i ragazzi conoscono due famose blogger che sono in aperta competizione tra loro. Una delle due minaccia l'altra dichiarando che renderà pubblico un segreto che la riguarda. Poco dopo questa viene ritrovata morta nella sua camera, chiusa a chiave con la tessera magnetica, che viene ritrovata al fianco del corpo. |                   |         |
| 815 | Il caso dell'attrice di blog nella stanza chiusa a chiave (seconda parte) 「ブログ女優の密室事件（後編）」 - Burogu joyū no misshitsu jiken (kōhen) | 30 aprile 2016    |         |
| 815 | Conan sospetta subito della rivale e, grazie ad alcuni accorgimenti di Ai, riesce a incastrarla utilizzando la voce di Agasa. Alla fine del caso, si presenta al gruppo di Conan il nuovo sovrintendente, che si rivela essere proprio Kuroda, appena trasferitosi da Nagano in sostituzione di Matsumoto che ha appena ottenuto una promozione. Kuroda esprime la sua felicità nel rivedere Conan, mentre ad Ai vengono i brividi. |                   |         |
| 816 | Purtroppo un alieno amichevole 「残念でやさしい宇宙人」 - Zannen de yasashii uchūbito | 7 maggio 2016     |         |
| 816 | Un uomo di bassa statura gira per le strade di Beika vestito da alieno. Due donne lo incontrano e si spaventano, ma poi capiscono che si tratta solo di un travestimento e si divertono a filmarlo con il cellulare. Per pura coincidenza, il telefono riprende anche un uomo che cade dalla scalinata di un tempio e muore a causa dell'impatto con il terreno. I Giovani Detective iniziano a indagare sul caso perché incontrano un ragazzino che spiega loro il motivo per cui un suo conoscente si era travestito da alieno. L'assassino ha ucciso quell'uomo perché provava del risentimento nei suoi confronti. |                   |         |
| 817 | La fidanzata scomparsa 「消えたフイアンセ」 - Kieta fianse | 14 maggio 2016    |         |
| 817 | Un uomo si reca nell'ufficio di Kogoro e gli chiede di ritrovare la sua fidanzata che è scomparsa. Kogoro accetta il caso e inizia le ricerche concentrando i suoi sospetti su alcuni conoscenti della donna. Con l'aiuto di Conan, Kogoro scopre che la ragazza si è nascosta volutamente per sfuggire al fidanzato che non accettava la fine della loro storia. Kogoro decide quindi di escogitare un piano per dimostrare la colpevolezza dell'uomo. |                   |         |